# Happy Anderson
 (janvier 2019).
Si vous disposez d'ouvrages ou d'articles de référence ou si vous connaissez des sites web de qualité traitant du thème abordé ici, merci de compléter l'article en donnant les références utiles à sa vérifiabilité et en les liant à la section « Notes et références ».
Happy Anderson,  né le 19 novembre 1976 à High Falls, dans l'État de New York, est un acteur américain qui a travaillé dans les domaines du film, de la télévision et de Broadway. Il est surtout connu pour ses rôles de James "Jimmy" Fester dans The Knick de Cinemax et Jerry Brudos dans la série Netflix Mindhunter, du producteur délégué et réalisateur David Fincher. Happy Anderson apparaît dans les films de Netflix Bird Box dans River Man et Bright dans Montehugh, un humain travaillant pour la division Magie du FBI.

## Biographie
Happy Anderson est diplômé de la Rondout Valley High School (en) en 1995.
Il a obtenu un baccalauréat en beaux-arts du Ithaca College (en) en 1999, aux côtés de Larry Teng, de Kevin Deiboldt, de Ben Wilson et de Brantley Aufill.
Il a obtenu une maîtrise en beaux-arts de l'Université d'Indiana en 2002.
En 2003, il a déménagé à New York.
Le 29 août 2011, il a épousé Meg Griffiths.

## Filmographie

### Cinéma
- 2007 : Brutal Massacre
- 2007 : Redacted
- 2009 : Duplicity
- 2010 : Trop loin pour toi
- 2011 : Postures
- 2013 : Blue Caprice
- 2014 : Juillet de sang
- 2015 : Addiction: A 60's Love Story
- 2015 : Hitman: Agent 47
- 2016 : The Comedian
- 2017 : Bright
- 2018 : Bird Box
- 2018 : The Standoff at Sparrow Creek
- 2019 : Bad Boys 3
- 2020 : Les Nouveaux Mutants (The New Mutants) : le révérend
- 2023 : The Bikeriders de Jeff Nichols : Big Jack
- 2023 : Qui a tué Maggie Moore(s) ? (Maggie Moore(s)) de John Slattery : Michael Kosco

### Télévision
- 2008 : Law & Order
- 2009 : New York, unité spéciale (saison 11, épisode 5) :  Frank
- 2010 : Army Wives
- 2011 : Eden
- 2011 : Bar Karma
- 2011 : Onion SportsDome
- 2011 :  FBI : Duo très spécial
- 2011 : Blue Bloods
- 2011 : Boardwalk Empire
- 2013 : The Carrie Diaries
- 2013 : Smash
- 2013 : Win
- 2014 : Unforgettable
- 2014–2015 :  The Knick
- 2015 :  Forever
- 2015 : Elementary
- 2015 :  Banshee
- 2015 :  Deadbeat
- 2016 : Turn: Washington's Spies
- 2016 : BrainDead
- 2016 : Quarry
- 2016 : Gotham
- 2016 : Henry the 9th
- 2017 :  The Deuce
- 2017 :  Claws
- 2017 : Mindhunter
- 2017-2018 : Blacklist
- 2019 : New York, unité spéciale (saison 21, épisode 6) : Tim Stanton
- 2020 : Snowpiercer
- 2023 : Full Circle : Joey

## Jeux vidéo
- 2012 : Max Payne 3
- 2013 : Grand Theft Auto V
- 2018 : Red Dead Redemption 2

## Théâtre
- 1999-2000: Théâtre de répertoire Creede
- 2003 : Festival Shakespeare au Kentucky
- 2004 : Festival Shakespeare en Pennsylvanie
- 2006 : Festival Shakespeare au Texas
- 2008 : Émancipation, théâtre classique de Harlem[2]
- 2010 : Le Marchand de Venise et Le Conte d'hiver, Shakespeare dans le parc
- 2011 : Le Marchand de Venise, Broadway (dir. Daniel J. Sullivan)
- 2012: Richard III / Comme vous voulez / Héritez du vent, vieux théâtre[3] des globes
- 2013: Le vingt-septième homme, le théâtre public
- 2014: Comme vous voulez, compagnie de théâtre Shakespeare[4],[5]